# Tarundia boadicea
Tarundia boadicea är en insektsart som beskrevs av William Lucas Distant 1909. Tarundia boadicea ingår i släktet Tarundia och familjen Ricaniidae. Inga underarter finns listade i Catalogue of Life.